# بولیویانا دو اویاسیون
بولیویانا دو اویاسیون (به انگلیسی: Boliviana de Aviación) یک شرکت هواپیمایی با کد یاتا OB است که در ۲۴ اکتبر ۲۰۰۷ میلادی تأسیس شده‌است. دفتر مرکزی بولیویانا دو اویاسیون در کوچابامبا، بولیوی واقع شده‌است و قطب این شرکت هواپیمایی در فرودگاه بین‌المللی خورخه ویلسترمان قرار دارد و به ۱۲ مقصد، پرواز انجام می‌دهد.